# 涪州 (隋朝)
涪州，中国隋朝时设置的州。
隋文帝开皇三年（583年），改合州为涪州，治所在石镜县（今重庆市合川区）。下辖石镜县、汉初县（今四川省武胜县西北）、赤水县（今重庆市铜梁区西北）。隋炀帝大业三年（607年）改州为郡，沔州为沔阳郡。